# Pachypodanthium staudlii
Pachypodanthium es un género monotípico de plantas fanerógamas con siete especies descritas y de estas, solo una aceptada, perteneciente a la familia de las anonáceas. Su única especie, Pachypodanthium staudlii, es nativa de África occidental.

## Descripción
Es un árbol que alcanza un tamaño de 15-50 m de altura; y 20-70 cm de diámetro. Se encuentra en bosques primarios o secundarios no inundados a una altitud de 100-900 metros.

## Taxonomía
Pachypodanthium staudlii fue descrita por Engl. & Diels y publicado en Notizblatt des Königlichen botanischen Gartens und Museums zu Berlin 3(23): 55. 1900.
Sinonimia
- Uvaria staudtii Engl. & Diels (1899)
- Duguetia staudtii (Engl. & Diels) Chatrou (1998)